# Lajla Chalid
Lajla Chalid (arab. ‏ليلى خالد‎, hebr. ‏ליילה ח'אלד‎; ur. 9 kwietnia 1944 w Hajfie) – palestyńska działaczka polityczna, terrorystka.

## Życiorys
Wstąpiła do Ludowego Frontu Wyzwolenia Palestyny. 29 sierpnia 1969 uczestniczyła w porwaniu lotu TWA 840, który miał lecieć z Rzymu do Aten, ale załoga zmuszona została do skierowania go do Damaszku w Syrii. Według jej relacji zażądała od pilota, by zmienił trasę i przeleciał nad Hajfą, gdzie się urodziła, a której nie wolno jej było odwiedzić. Samolot ostatecznie wylądował w Damaszku, gdzie po ewakuacji pasażerów został wysadzony w powietrze. Nikt z podróżujących samolotem nie ucierpiał. W związku z porwaniem samolotu fotograf wojenny Eddie Adams sfotografował ją w mundurze koloru khaki i palestyńskiej kefiji. Rok później sterroryzowała obsługę innego samolotu.
Z mężem i dwoma synami zamieszkała w Ammanie w Jordanii. Bohaterka filmu dokumentalnego Leila Khaled - Hijacker (Leila Khaled – Porywaczka) w reżyserii Liny Makboul.